# موتور عبدالغنی بهادری
موتور عبدالغنی بهادری یک منطقهٔ مسکونی در ایران است که در دهستان حومه (ایرانشهر) واقع شده‌است. موتور عبدالغنی بهادری ۷۱ نفر جمعیت دارد.